# Gulije
Gulije en serbe latin et Guli en albanais (en serbe cyrillique : Гулије) est une localité du Kosovo située dans la commune/municipalité de Leposavić/Leposaviq, district de Mitrovicë/Kosovska Mitrovica. Selon des estimations de 2009 comptabilisées pour le recensement kosovar de 2011, elle compte 100 habitants, dont une majorité de Serbes.

## Géographie
Gulije/Guli est situé à 13 km au nord-ouest de Leposavić/Leposaviq, sur la rive gauche de la rivière Ibar.

## Démographie

### Évolution historique de la population dans la localité
| 1948 | 1953 | 1961 | 1971 | 1981 | 1991 | 2009 |
| ---- | ---- | ---- | ---- | ---- | ---- | ---- |
| 116  | 137  | 153  | 143  | 203  | 137  | 100  |

|  |